# فرودگاه شهرستان دیویس
فرودگاه دیویس کانتی (به انگلیسی: Daviess County Airport) یک فرودگاه همگانی بهره‌برداری هوایی است که یک باند فرود آسفالت دارد و طول باند آن ۱۴۰۸ متر است. این فرودگاه در کشور ایالات متحده آمریکا قرار دارد و در ارتفاع ۱۴۴ متری از سطح دریا واقع شده‌است.